# ヘルマン・バイシュ
ヘルマン・バイシュ（Hermann Baisch、1846年7月12日 - 1894年6月18日）は、ドイツの画家。フランスのバルビゾン派のスタイルに影響を受けたスタイルの風景画を描いた。

## 略歴
ドレスデンの宮廷で働く版画家、 ヴィルヘルム・ゴットリープ・バイシュ(Wilhelm Gottlieb Baisch: 1805–1864)の息子に生まれた。兄に作家、版画家のオットー・バイシュ(Otto Baisch: 1840–1892)がいる。
家族はシュトゥットガルトに移り父親は版画出版の会社を設立し、バイシュはそこで版画家として修行し、シュトゥットガルトの美術学校で絵画を学んだ。 1864年に父親が亡くなった後、兄が父親の会社の仕事を引き継いだ。ヘルマン・バイシュは1868年にパリに移り、ルーヴル美術館に通い、17世紀のオランダの画家、パウルス・ポッテルやアルベルト・カイプらの風景画を学んだ。またテオドール・ルソーやジュール・デュプレといった「バルビゾン派」の画家のスタイルから影響を受けた。
1869年の秋から1873年の間は、ミュンヘンで、風景画家のアドルフ・リール(Adolf Heinrich Lier)の画塾で学び、グスタフ・シェーンレーバー(1851-1917)と知り合い、親しくなった。兄のオットーも出版会社を閉じて、ミュンヘンで絵を学び始めるが、画家としては成功せず、作家、編集者として働くことになった。
1880年にヘルマン・バイシュはカールスルーエに移り、グスタフ・シェーンレーバーが風景画の教授を務めていたカールスルーエの美術学校に新設された動物画の教授職に1891年に任命された。動物画の教授として、カールスルーエではカール・クンツ(Carl Kuntz: 1770-1830)とルドルフ・クンツ(Rudolf Kuntz: 1798-1848)の親子が描いた後、あまり描く画家のいなかった動物画を復活させるために、屋外にスタジオを作り、牛や小動物を購入し、写生できるようにした。 風景画を描くためにオランダやスイスへ何度か旅した。
1884年の学期と1893年の学期にカールスルーエの美術学校の校長を務めた。
1875年に、グスタフ・シェーンレーバーの妹と結婚し、1883年に2度目の結婚して、2人の息子と2人の娘がいた。1894年に、病気で 48歳になる少し前に亡くなった。

## 作品

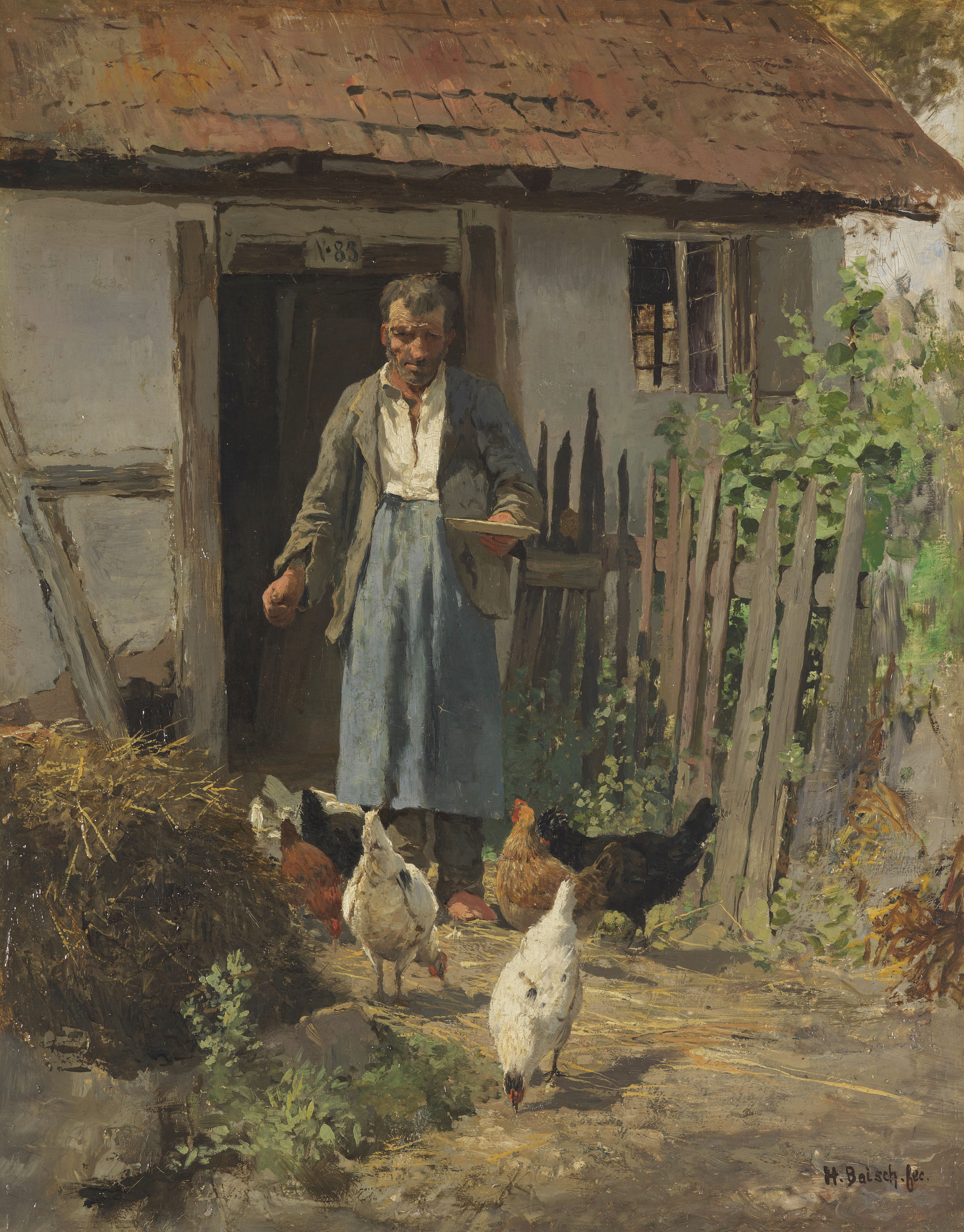
ニワトリに餌を与える人物
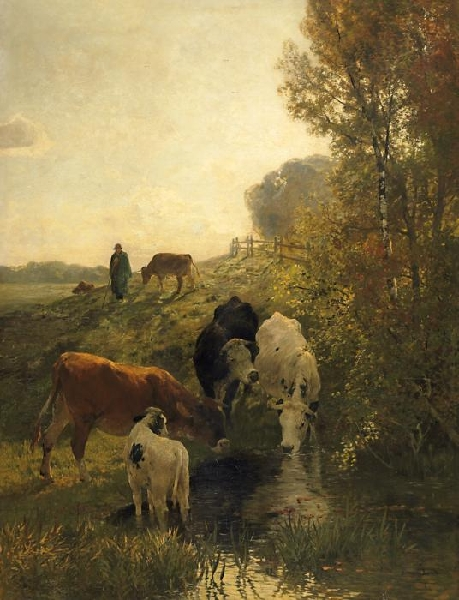
水飲み場の牛
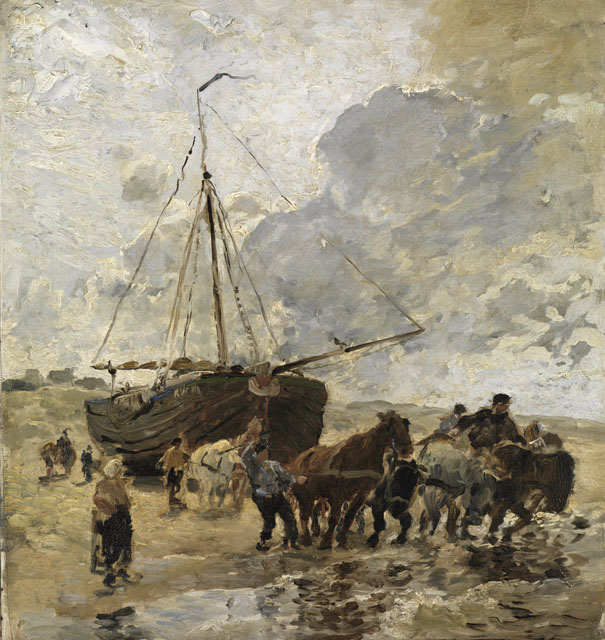
漁船を引き上げる漁師
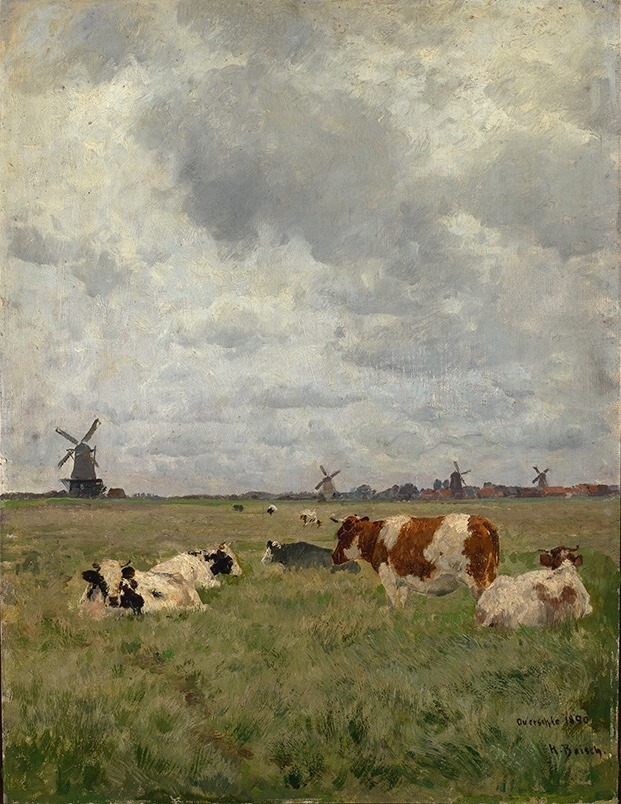
オランダの牧草地の牛

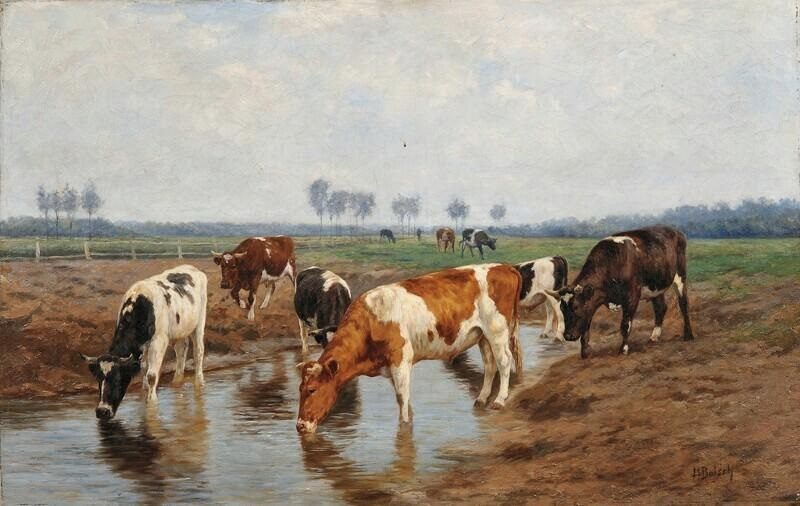
水を飲む家畜
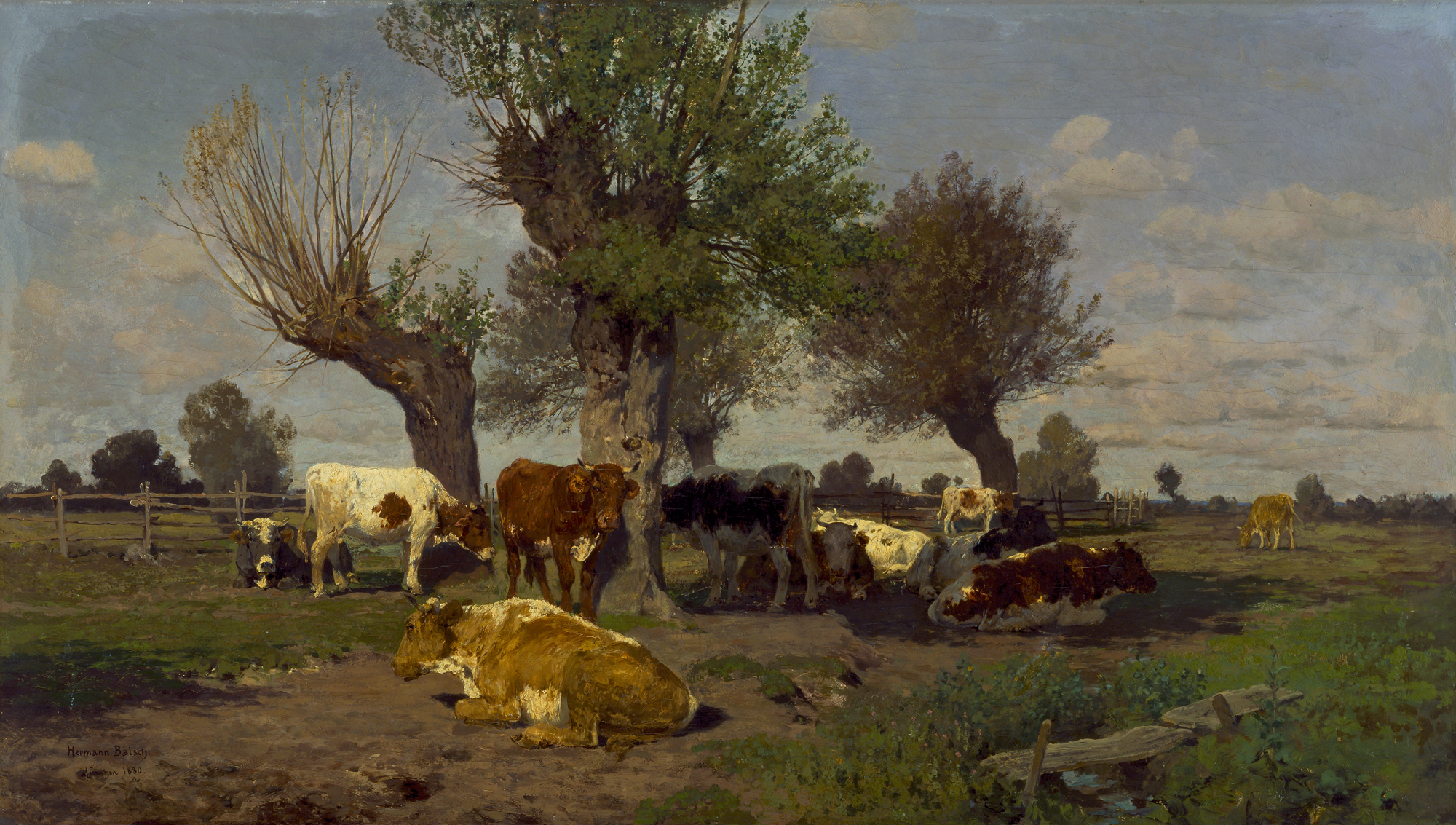
牛の群れのいる風景
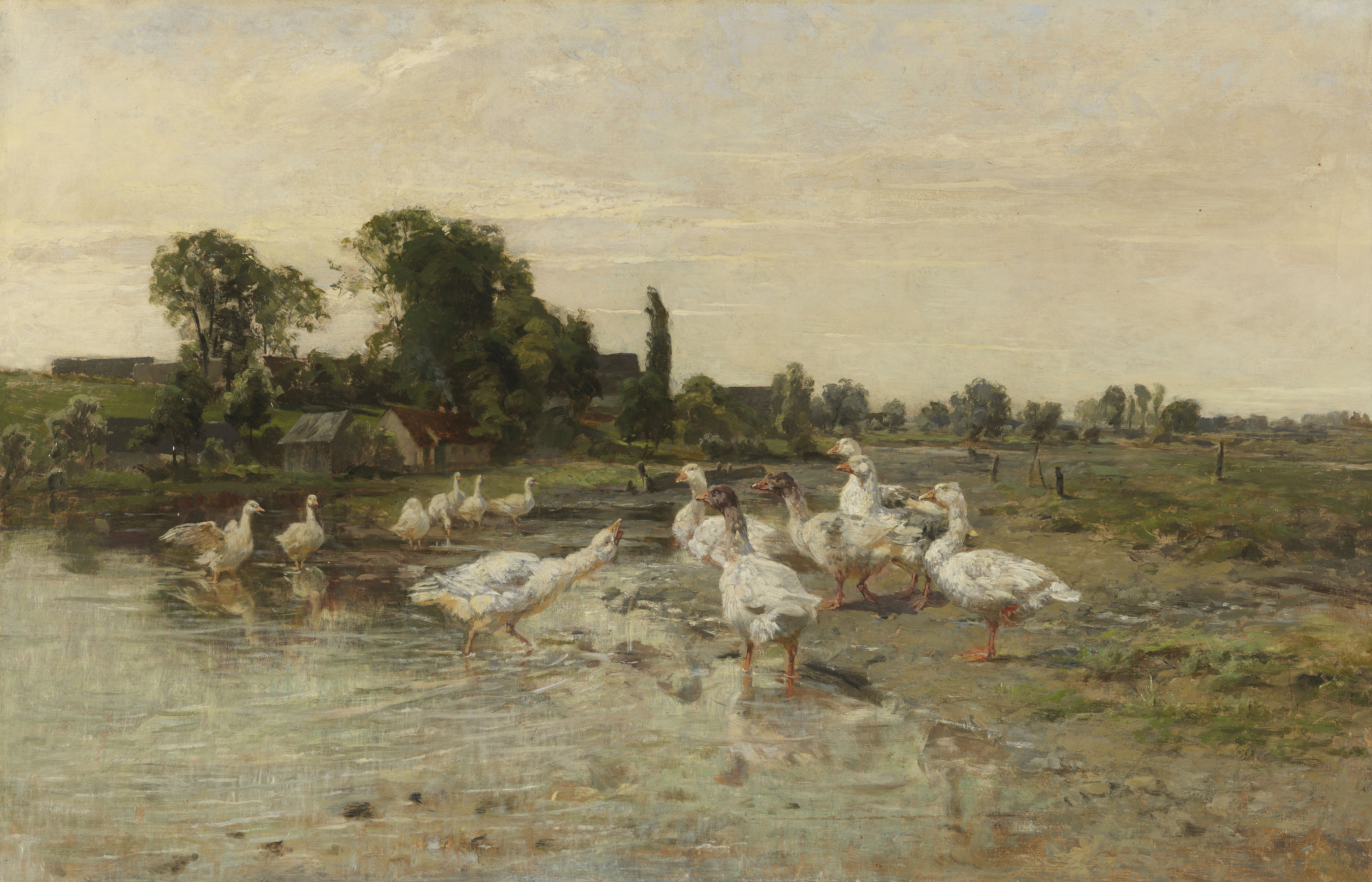
村の池のガチョウ